# Zabiele (powiat radzyński)
Zabiele – wieś w Polsce położona w województwie lubelskim, w powiecie radzyńskim, w gminie Radzyń Podlaski. Obok miejscowości przepływa Białka, niewielka rzeka dorzecza Wisły.
Wieś szlachecka położona była w drugiej połowie XVI wieku w ziemi łukowskiej województwa lubelskiego. 
W latach 1975–1998 miejscowość należała administracyjnie do województwa bialskopodlaskiego.
Wieś jest sołectwem w gminie Radzyń Podlaski. Według Narodowego Spisu Powszechnego z roku 2011 wieś liczyła 566 mieszkańców.
W Zabielu znajduje się Zespół Szkół, w skład którego wchodzi Przedszkole oraz Szkoła Podstawowa im. Harcmistrza Michała Stefana Lisowskiego.  
W miejscowości funkcjonuje również placówka opieki nad dzieckiem do 3 lat - Żlobek Uszatek.  
W Zabielu funkcjonuje jednostka Ochotniczej Straży Pożarnej. Swoją działalność prowadzi także Koło Gospodyń Wiejskich „Super Zabielanki”, które angażuje się w inicjatywy społeczne, kulinarne i kulturalne. Działania w zakresie upowszechniania kultury i tradycji ludowej podejmuje zespół folklorystyczny „Czerwone Korale”, działający przy Stowarzyszeniu dla Zabiela „Zaścianek”. 
We wsi znajdują się obiekty o wartości historycznej i kulturowej. Przy jednej z posesji usytuowana jest kapliczka Matki Boskiej Niepokalanej, datowana na 1918 rok, stanowiąca przykład lokalnej architektury sakralnej i wyraz religijności mieszkańców. Na rozstaju dróg w Zabielu znajduje się również unikatowy krzyż – rzeźba przedstawiająca ukrzyżowanego Chrystusa, wyróżniająca się artystycznym wykonaniem. 
Wierni Kościoła rzymskokatolickiego należą do parafii Matki Bożej Nieustającej Pomocy w Radzyniu Podlaskim.